# Starolozuvatka, Sînelnîkove
Starolozuvatka (în ucraineană Старолозуватка) este un sat în așezarea urbană Ilarionove din raionul Sînelnîkove, regiunea Dnipropetrovsk, Ucraina.

## Demografie
Componența lingvistică a localității Starolozuvatka
     Ucraineană (93,08%)
     Rusă (3,11%)
     Alte limbi (0,7%)
Conform recensământului din 2001, majoritatea populației localității Starolozuvatka era vorbitoare de ucraineană (93,08%), existând în minoritate și vorbitori de rusă (3,11%) și armeană (2,77%).